# Ex chiesa di San Giovanni della Porta
La ex chiesa di San Giovanni della Porta è un edificio situato nel centro storico di Gaeta, in provincia di Latina, già luogo di culto cattolico, sul quale insisteva l'omonima parrocchia (e in un secondo momento anche quella di San Pietro) appartenente all'arcidiocesi di Gaeta. Attualmente è la sede locale del Consorzio universitario di economia industriale e manageriale (CUEIM).
Dedicata a san Giovanni Battista, è detta della Porta a causa della sua vicinanza alla Porta Nuova, situata nei pressi del castello Angioino-Aragonese; nel corso dei secoli è stata anche chiamata San Giovanni de' Monti (1517) e San Giovanni nel castello (1689).

## Storia
La prima testimonianza scritta relativa alla chiesa di San Giovanni della Porta risale alla prima metà del X secolo: essa è costituita da un documento del 936 presente all'interno del Codex diplomaticus cajetanus, nel quale si parla di Leone, abate dei monasteri benedettini di San Michele arcangelo e di San Giovanni Battista, entrambi in Gaeta. Probabilmente il complesso aveva origini più antiche e, data la notevole vicinanza con altri due importanti monasteri benedettini (quello dei Santi Teodoro e Martino, inglobato nel XV secolo nell'attuale castello Angioino-Aragonese, dirimpetto alla chiesa di San Giovanni della Porta, e quello di San Michele arcangelo, poi denominato Sant'Angelo in Planciano, situato sulle pendici del Monte Orlando, alle spalle del Tempio di San Francesco) non si trattò di una fondazione benedettina, bensì di un'acquisizione successiva. In un documento del 1013, non si parla più di monastero annesso alla chiesa di San Giovanni, bensì di cella dipendente dal monastero di San Michele arcangelo (in seguito alla donazione dello stesso a Pietro, monaco di Sant'Angelo in Planciano, da parte del duca di Gaeta Marino II), con il compito di occuparsi della cura delle anime che, solo nel XIV secolo, verrà affidata ad un presbitero non monaco; nel 1094 vi è l'acquisizione da parte del monastero dei Santi Teodoro e Martino. Tra l'XI e il XII secolo, il luogo di culto, in origine più piccolo, avrebbe acquisito le dimensioni attuali con navata a due campate cui, in seguito al terremoto del 1213, venne aggiunta la copertura a volte estradossate.
Con la soppressione, nel 1434, del monastero dei Santi Teodoro e Martino, la chiesa di San Giovanni tornò sotto l'influenza di quello di San Michele, che l'anno precedente era entrato a far parte della congregazione cassinense. Nel 1721 al territorio della parrocchia di San Giovanni venne momentaneamente annesso quello della vicina parrocchia di San Tommaso a causa del crollo della chiesa; in seguito alla soppressione del monastero di San Michele arcangelo, avvenuta nel 1788, la chiesa di San Giovanni entrò sotto la giurisdizione del vescovo diocesano. Il 10 dicembre 1805 confluirono nella parrocchia il territorio e la popolazione che facevano capo alla chiesa di San Pietro in Portu, situata nell'area delle attuali rampe Guastaferri, che costituiscono il tratto terminale di via Pio IX. Alla fine del XIX secolo, venne costruito un avancorpo con cantoria che inglobò il campanile a vela presente al di sopra dell'originaria facciata, la cui presenza è testimoniata dal disegno di Giacinto Gigante Case a Gaeta.
La chiesa cessò di essere sede parrocchiale alla fine degli anni 1920, rientrando sotto la giurisdizione della neo-eretta parrocchia di San Domenico; non danneggiata dagli eventi bellici della seconda guerra mondiale, alla metà del secolo è stata sconsacrata e adibita a magazzino. Giunta agli inizi del XXI secolo in uno stato avanzato di degrado, è stata tra il 2003 e il 2005 oggetto di un radicale intervento di ripristino e restauro conservativo, in seguito al quale è divenuta sede del CUEIM.

## Descrizione

### Esterno

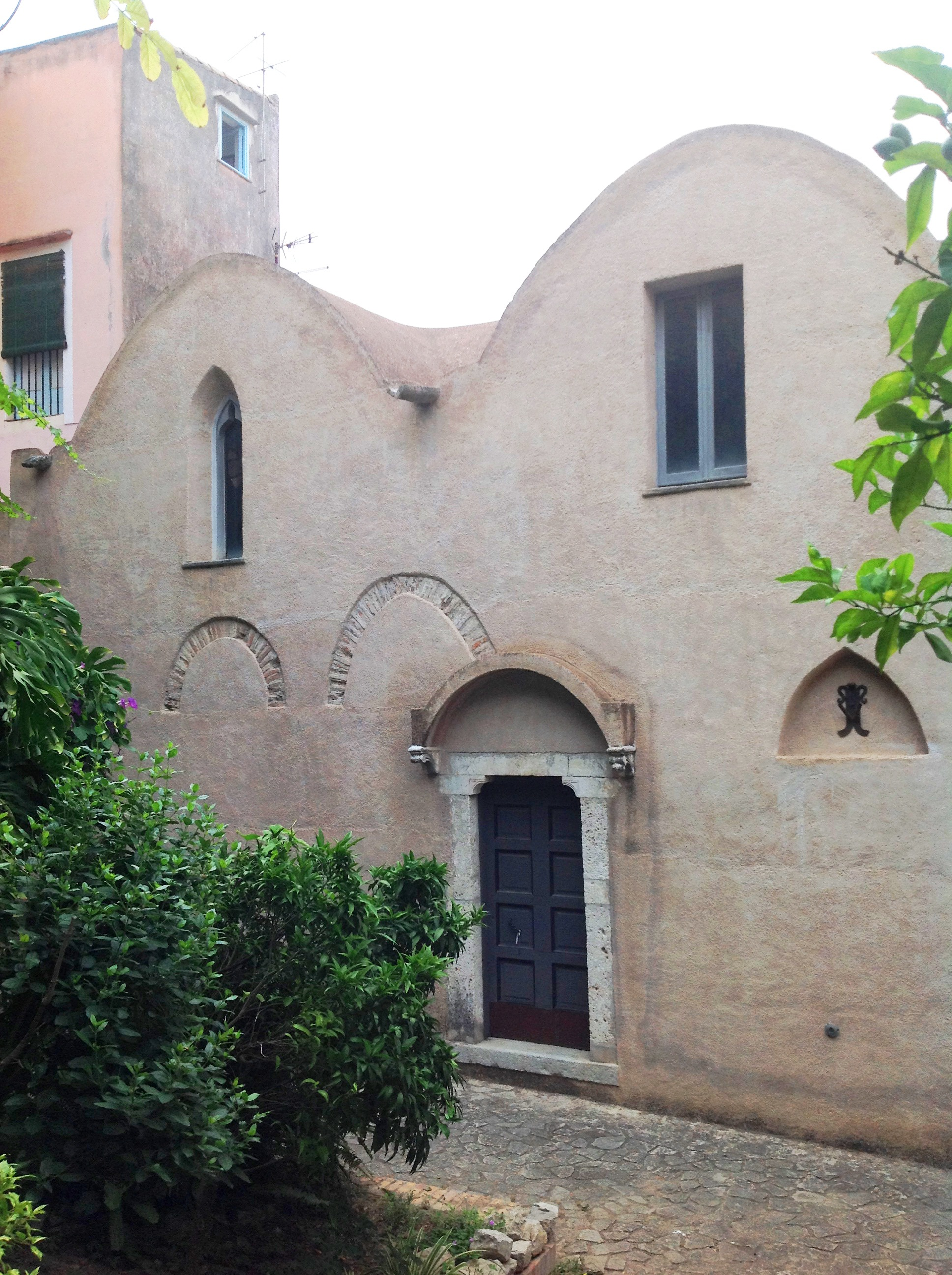
Esterno della navata con il relativo portale e le volte estradossate

La ex chiesa di San Giovanni della Porta è situata nell'area del centro storico di Gaeta compresa tra il castello Angioino-Aragonese (a monte) e piazza Commestibili (a valle), ad una quota immediatamente inferiore rispetto a via Angioina. L'edificio è privo di una facciata vera e propria, essendo quella dell'avancorpo ottocentesco senza aperture o elementi decorativi a causa della forte pendenza del vicolo su cui essa dà. L'ingresso, che avviene tramite due porte, è posto lungo la fiancata sinistra della costruzione, che è prospiciente un piccolo slargo trapezoidale chiuso, sul lato opposto alla chiesa, dal terrapieno di via Angioina.
L'esterno permette di leggere chiaramente la struttura interna della chiesa, la cui conformazione è quella tipica dei luoghi di culto secondari di Gaeta di epoca medioevale, con breve navata di due campate con avancorpo e abside nel presente caso non sporgente (una struttura analoga è riscontrabile nelle vicine chiese della Natività di Maria e di Santa Maria del Monte); l'aula è coperta con volte a crociera estradossate ben visibili dall'esterno, elemento riscontrabile in numerose chiese medioevali di Gaeta. L'avancorpo, a pianta rettangolare, è più alto rispetto alla volta della navata e presenta una copertura a spiovente unico; per la sua costruzione, venne demolito il campanile a vela a due fornici, presente nel disegno di Giacinto Gigante Case a Gaeta, al quale si accedeva tramite alcuni gradini ancora visibili esternamente sopra la crociera della prima campata. Lungo la fiancata sinistra della chiesa si aprono due porte; quella che consente un accesso diretto all'interno della chiesa si trova nella prima metà della navata. Il portale, risalente all'ampliamento dell'XI-XII secolo e ispirato ai modelli cassinensi, è caratterizzato da stipiti e architrave in blocchi di pietra; è sormontato da un piccolo protiro aggettante, costituito da un arco in muratura sorretto da due mensole marmoree con scolpiti foglie d'acanto e teste di cherubini. La seconda porta, che immette in un ambiente all'interno dell'avancorpo, sottostante la cantoria, è anch'essa sormontata da un protiro appena accennato, privo di particolari elementi decorativi. Lungo la medesima fiancata, nell'area della navata, si aprono due finestre: in corrispondenza della prima campata una finestra rettangolare; nella seconda, invece, una stretta monofora ogivale, incrementata in altezza in occasione dei restauri del 2003-2005.

### Interno

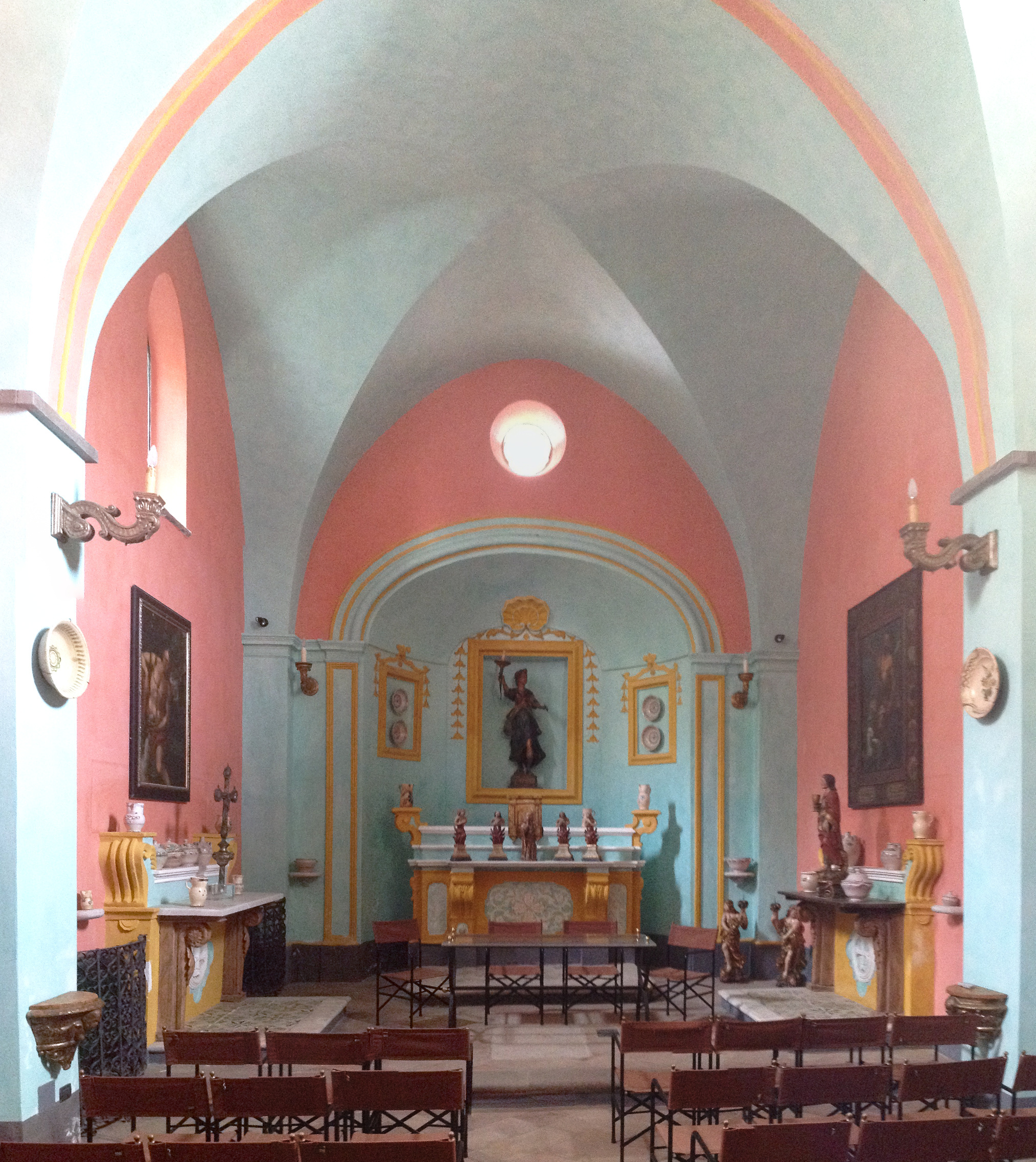
Interno

Internamente, l'avancorpo si articola su due livelli sovrapposti: a pian terreno vi è un andito a pianta rettangolare, coperto con bassa volta a padiglione, comunicante con la navata tramite una porta leggermente spostata rispetto all'asse longitudinale dell'edificio; al piano superiore, invece, trova luogo la cantoria, che si affaccia sulla chiesa con un'ampia arcata a tutto sesto che, precedentemente ai restauri del 2003-2005, era decorata con una finta balaustra dipinta sulla parete di controfacciata.
L'aula della chiesa è costituita da un'unica navata che si articola in due campate a pianta quadrangolare; ciascuna di esse è coperta con volta a crociera ogivale poggiante su pilastri posti a ridosso delle pareti. La colorazione rosacea dei muri e acquamarina del soffitto riprende quella di fine XIX secolo, gli elementi decorativi in stucco (altari, cornici, nicchie) sono di epoca barocca; i complementi di arredo mobili quali dipinti, sculture, incisioni e ceramiche, sono stati collocati nella chiesa dopo i restauri degli inizi del XXI secolo.
Sulla parete destra della prima campata, vi è l'unico lacerto di un più grande apparato decorativo a fresco risalente al XV secolo: esso raffigura, ciascuno entro una cornice rettangolare, a destra San Giovanni Battista e a sinistra un Santo benedettino non meglio identificato. L'autore dell'opera è stato individuato in Giovanni da Gaeta, attivo tra il 1448 e il 1472. Nella seconda campata, trovano luogo tre altari barocchi in stucco, con mensa a sbalzo, i due minori contrapposti a ridosso delle pareti laterali, quello maggiore incorniciato dall'abside, poco profonda; il paliotto di quest'ultimo è caratterizzato da una ricca decorazione a bassorilievo con motivi vegetali. L'altare centrale era dedicato a san Giovanni Battista, mentre i due laterali a sant'Antonio di Padova e alla Madonna delle Grazie.

## Galleria d'immagini

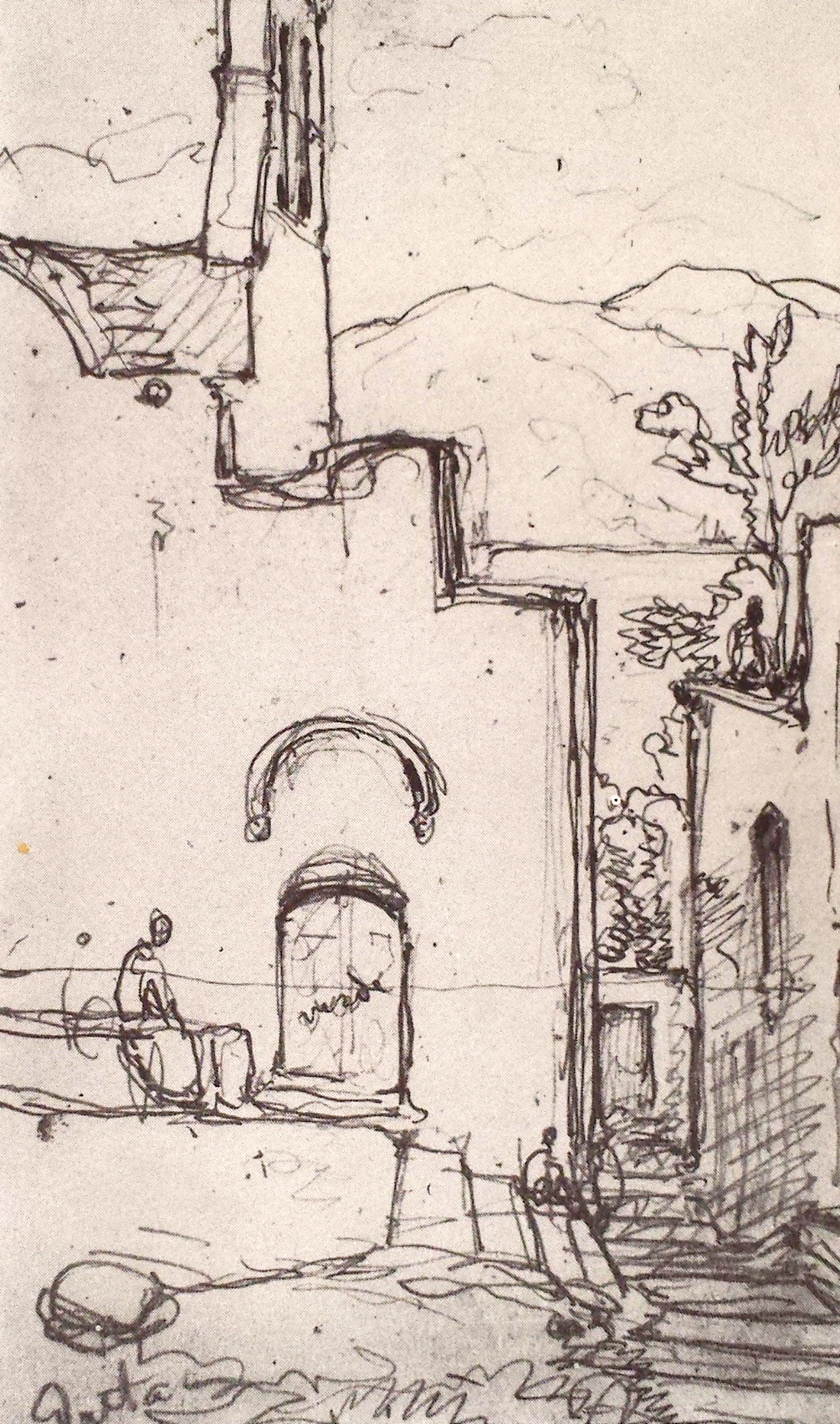
Giacinto Gigante, Case a Gaeta
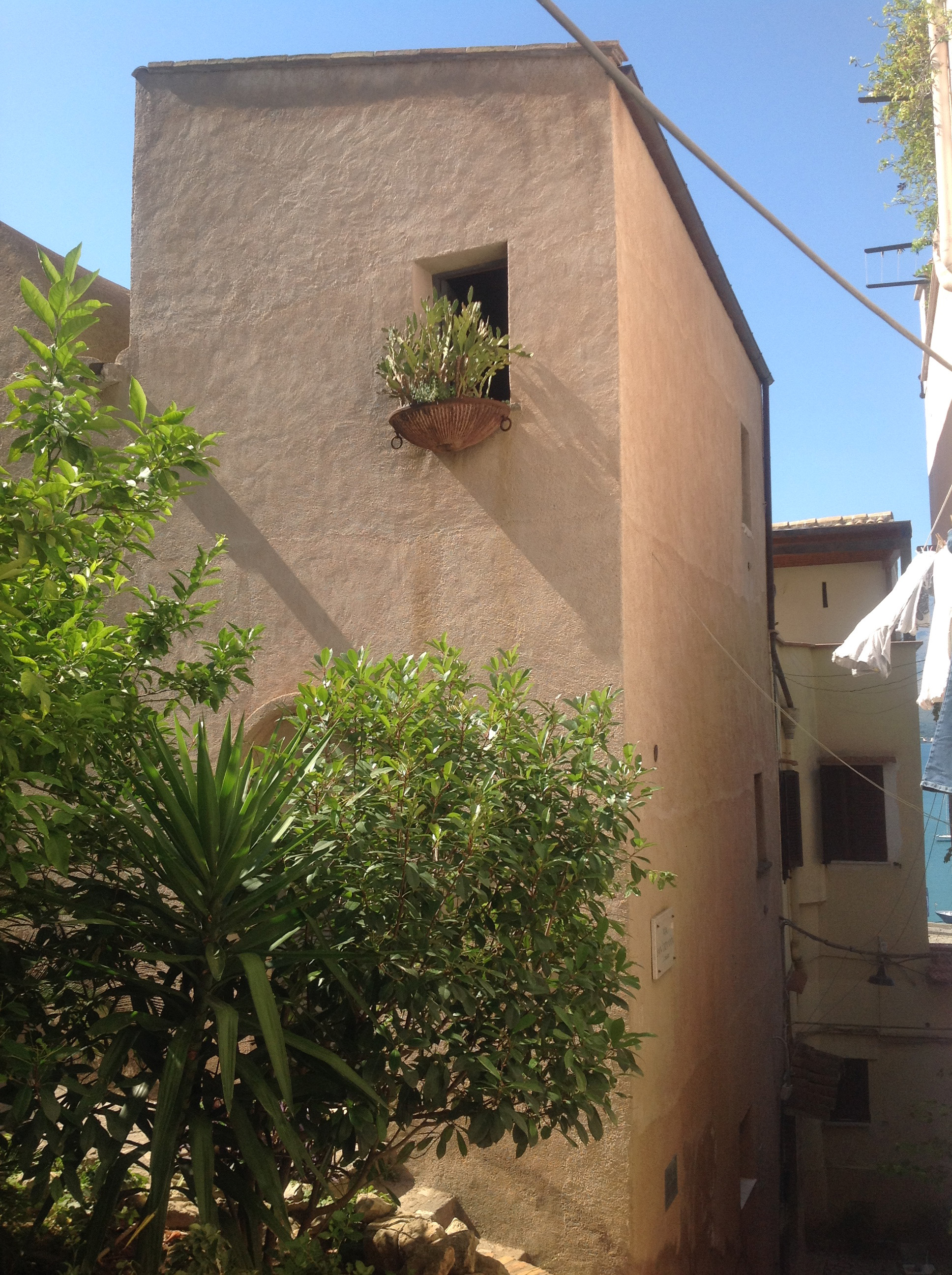
L'avancorpo
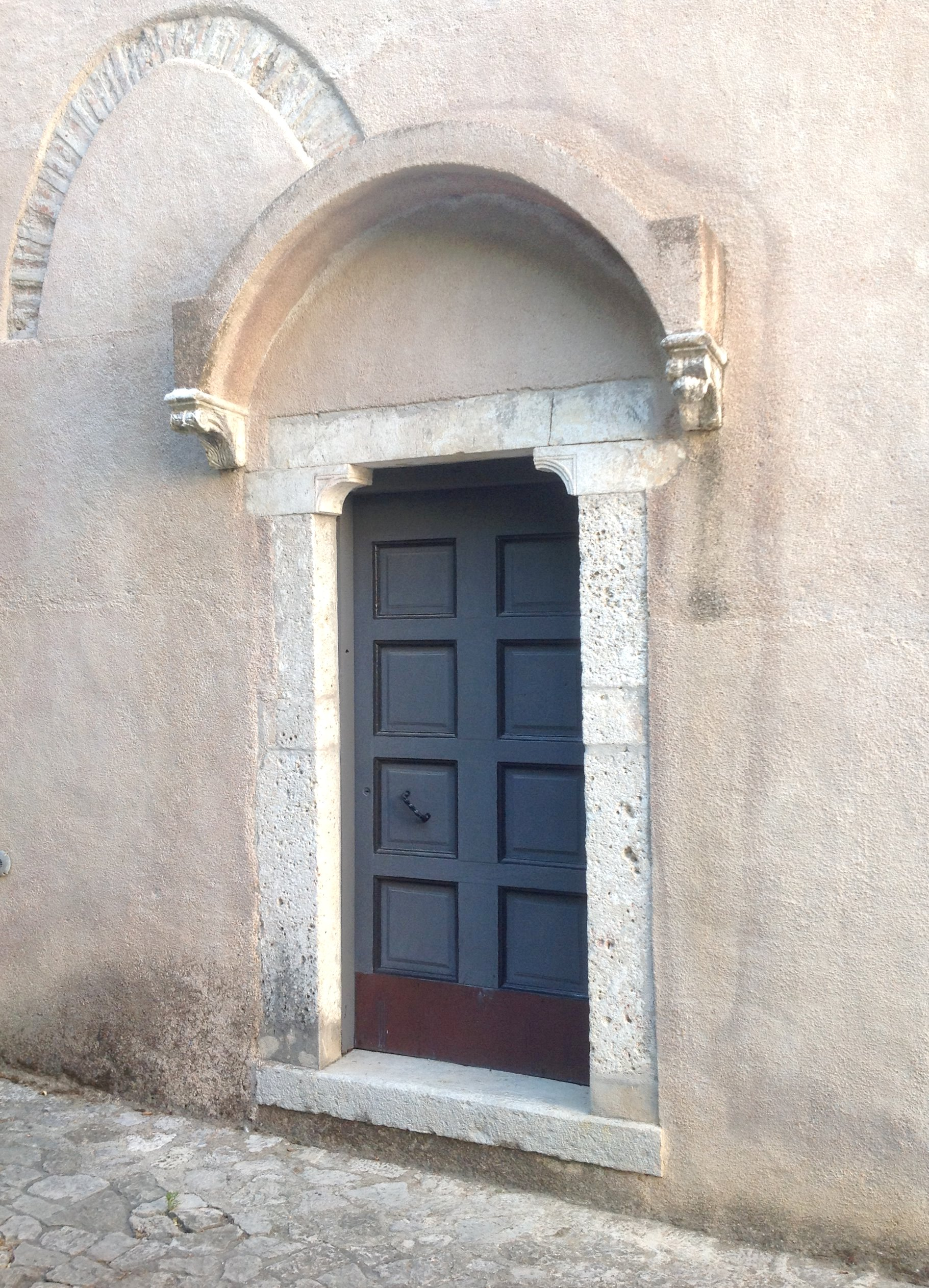
Il portale della navata
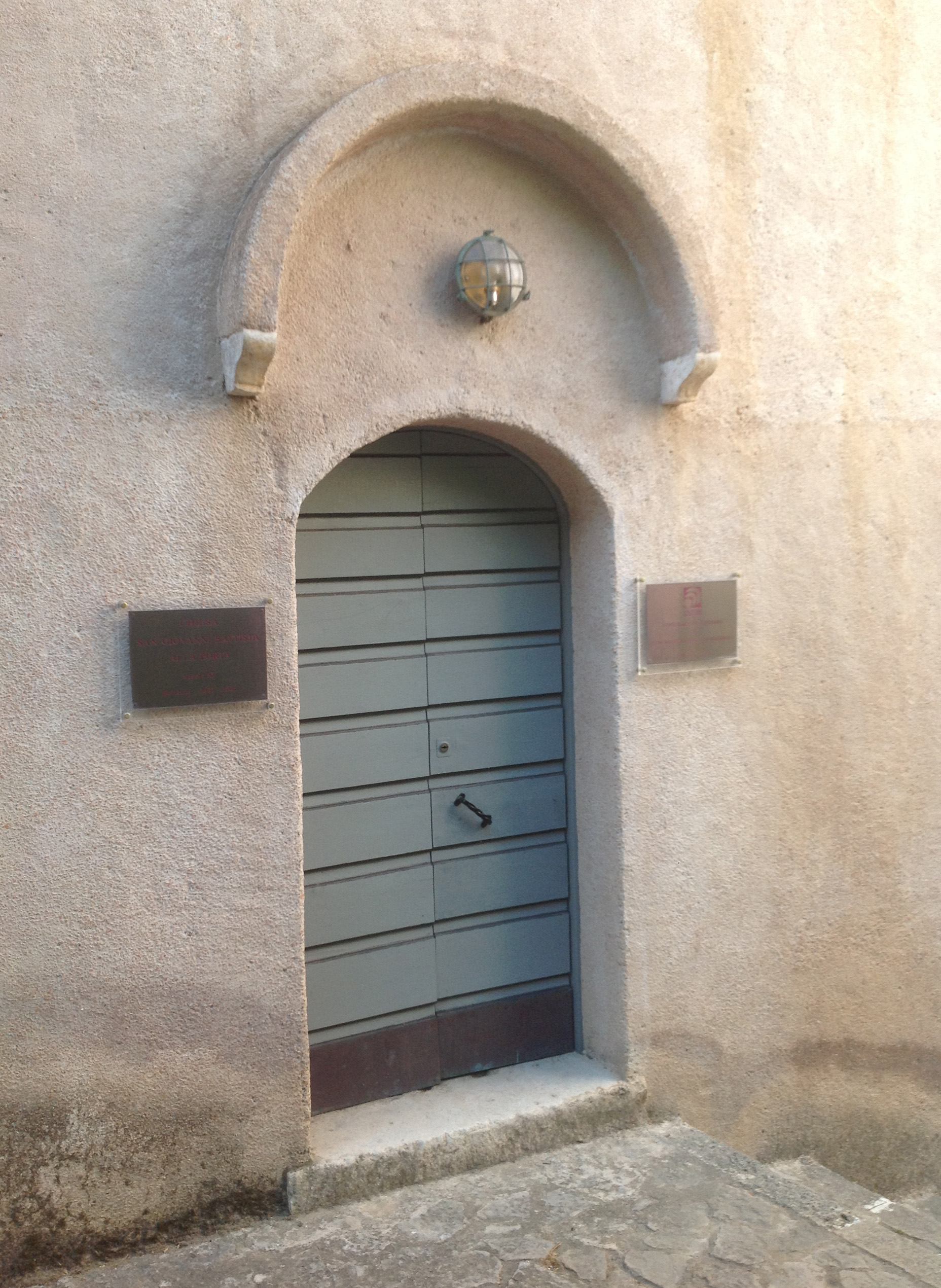
Il portale dell'avancorpo
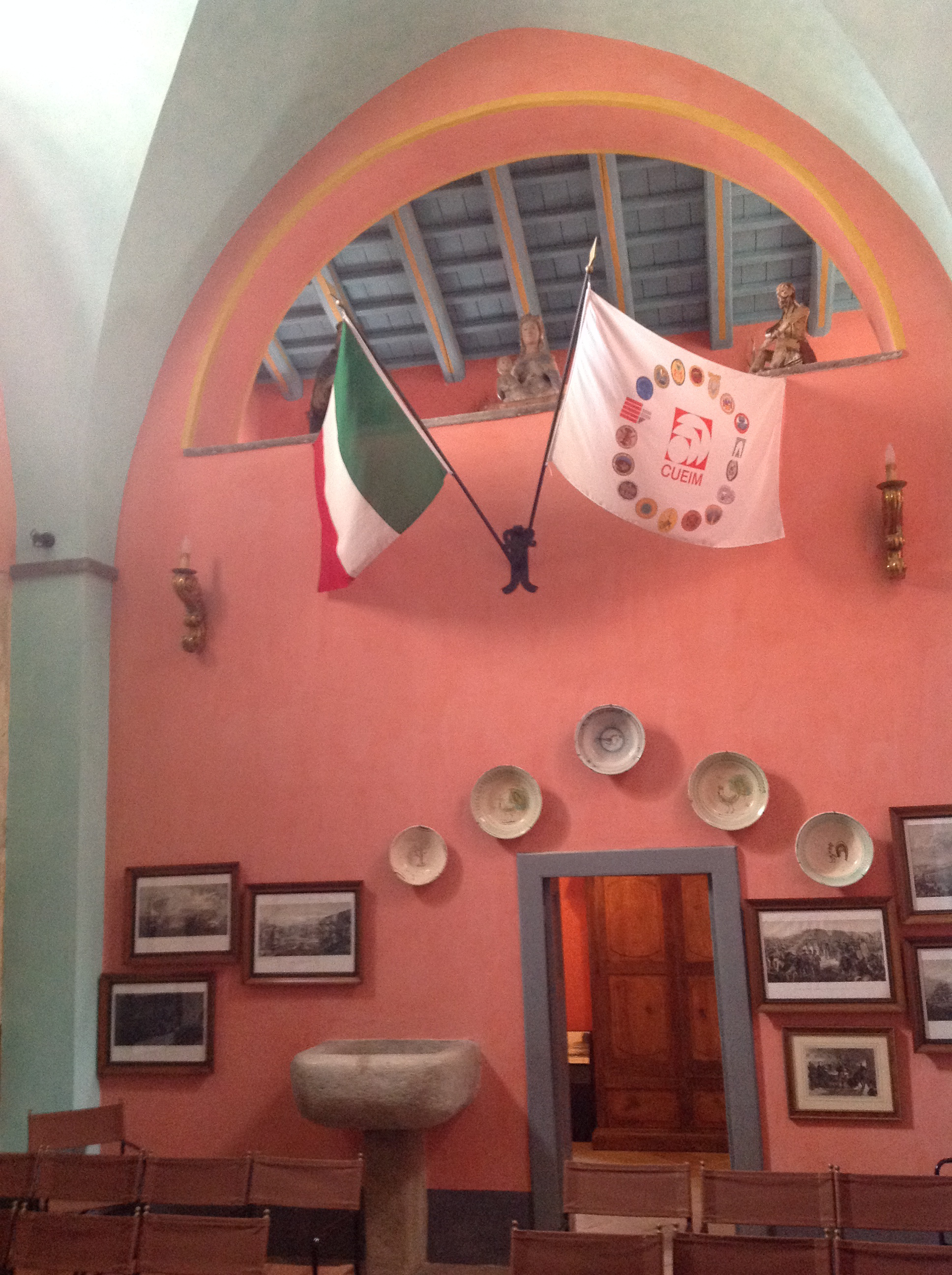
La controfacciata
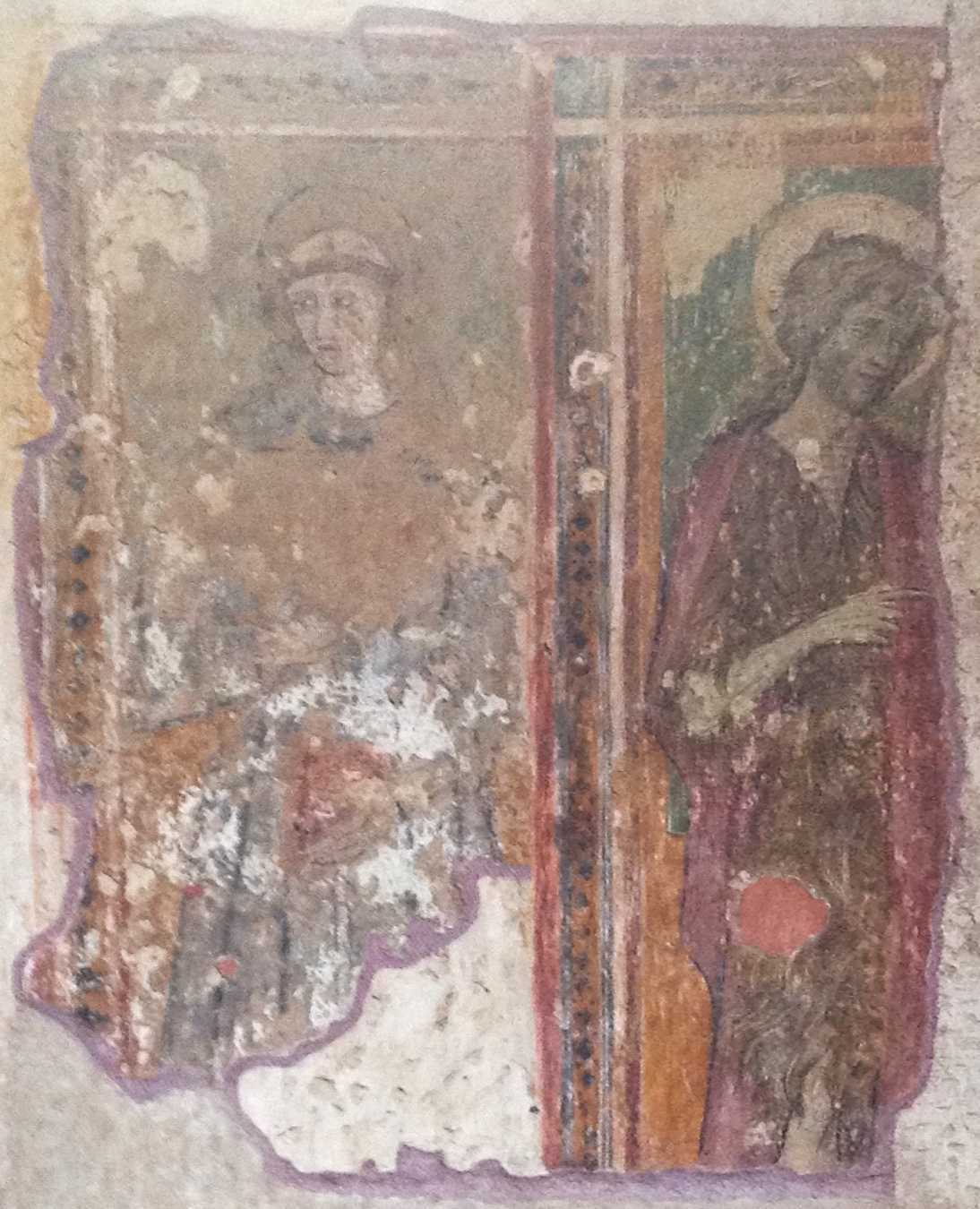
L'affresco di Giovanni da Gaeta
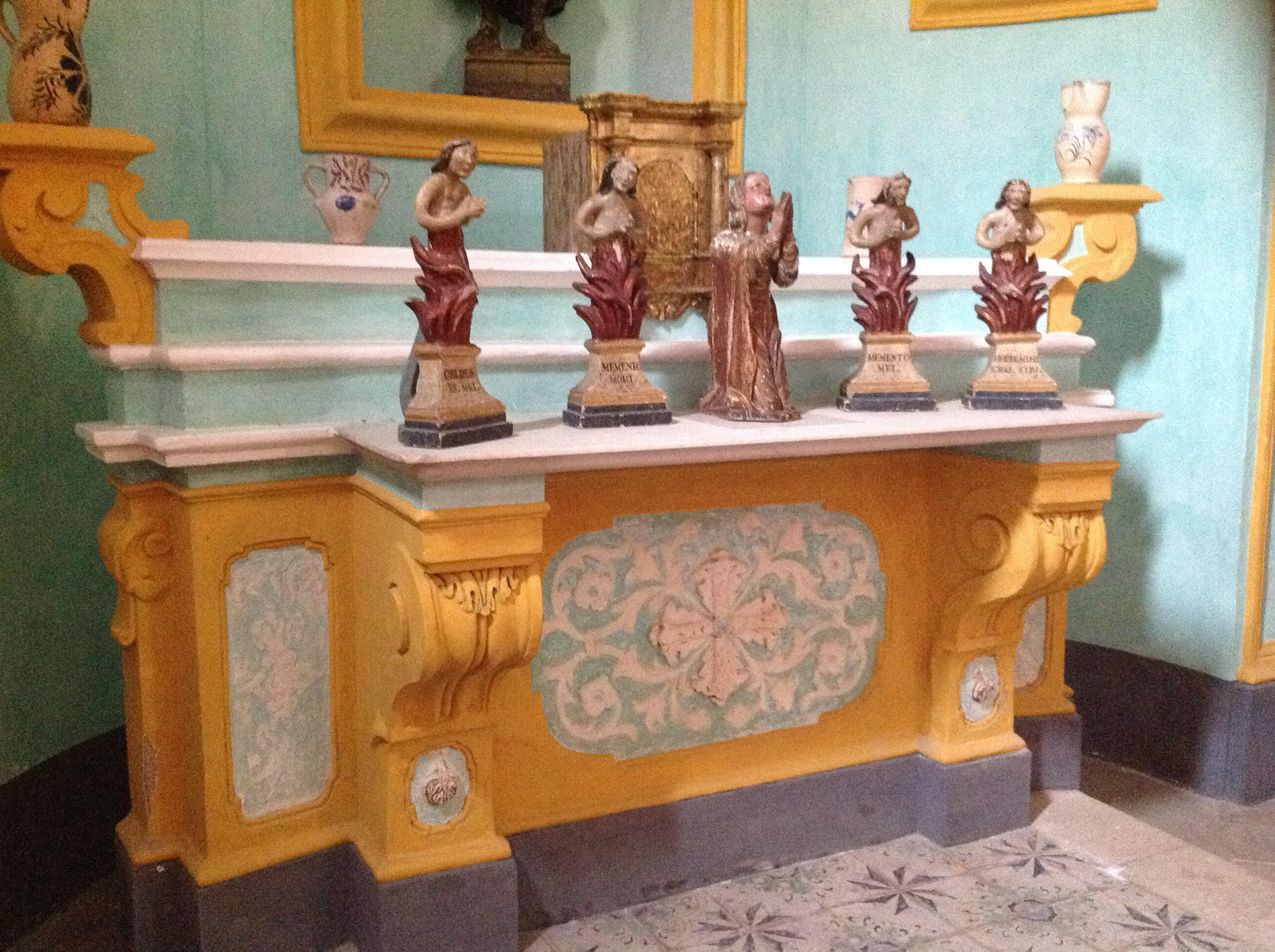
L'altare maggiore